# 池田恒利
池田恒利（?—1538年4月28日），日本戰國時代的武將。父親是瀧川貞勝。

## 生平
生年不詳，家中三男（一說是次男）。最初仕於足利義晴，在享祿年間（1528年至1531年）下野，並在尾張國閒居。剃髪並自號宗傅。
因為池田政秀只有女兒養德院，沒有兒子，於是成為政秀的婿養子。
天文5年（1536年），嫡男恒興出生。
在天文7年（1538年）3月29日死去（一說是天文17年（1548年））。墓所在岐阜縣揖斐郡本鄉村（現今池田町）的龍德寺，一時間地點不明，不過在文政4年（1821年）被發現，現在與恒興的墓和稻葉氏一族的墓鄰接。位牌所在京都妙心寺塔頭盛岳院（現今慈雲院）。

## 死後
繼承人是嫡男恒興，而養德院在此後成為織田信秀的側室。養德院在瀧川一益和森寺秀勝推薦下，成為信秀的嫡男吉法師（信長）的乳母，並負責養育，因此池田家受到重用。

## 外部連結
- 武家家伝＿滝川氏 （页面存档备份，存于）
- 武家家伝＿池田氏 （页面存档备份，存于）